# کلایو بل
کلایو بل (۱۶ سپتامبر ۱۸۸۱–۱۷ سپتامبر ۱۹۶۴) منتقد و مورخ هنری انگلیسی و اعضا گروه بلومزبری بود. اندیشه‌های او را در چارچوب فرمالیسم قرار می‌دهند و او در همین چارچوب مفهوم فرم معنادار را مطرح کرد.

## سرگذشت
او ابتدا در دانشگاه کمبریج به تحصیل در رشته تاریخ پرداخت. سپس در سال ۱۹۰۲ با دریافت یک بورس تحصیلی به پاریس رفت و در آنجا به هنر علاقه‌مند شد. او تا سال ۱۹۰۷ در پاریس به مطالعه هنر معاصر فرانسه ادامه داد. بعد از آن به انگلستان بازگشت و با خواهر بزرگتر ویرجینیا وولف، ونسا بل آشنا شد و با او ازدواج کرد. ازدواجی که فقط تا آغاز جنگ جهانی اول دوام آورد.

## فرم معنادار
درواقع آشنایی بل با راجر فرای و علاقه مشترک آنها به هنر معاصر فرانسه باعث شد بل نظریه «فرم معنادار» خود را بسط دهد. او در سال ۱۹۱۴ و در کتاب هنر در شرح نظریه خود توضیح می‌دهد که چگونه «خطوط، رنگها، ترکیب آن‌ها، فرمها و روابط میان فرم باعث ترکیب حس زیبایی‌شناسی ما می‌شوند.» به گفته منتقد هنری نوئل کرول برداشت بل از موضع فرمالیسم برای توسعه زیبایی‌شناسی فلسفی قرن بیستم از این رو مهم است که او دیدگاه فرمالیستی خودش را به پروژه گسترش تعریف هنر ارتباط داده. درواقع به این ترتیب می‌توان او را یکی از طلایه داران بزرگ قرم بیستم در جهت تلاش برای تعریف ذاتی هنر دانست.

## گزیده آثار
- Art (1914)
- Pot-boilers (1918)
- Since Cézanne (1922)
- Civilization (1928)
- Proust (1929)
- An Account of French Painting (1931)
- Old Friends (1956)